# Гали (Минесота)
Гали (енгл. Gully) град је у америчкој савезној држави Минесота.

## Демографија
По попису из 2010. године број становника је 66, што је 40 (-37,7%) становника мање него 2000. године.
| Група             | 2000.       | 2010.       |
| Белци             | 105 (99,1%) | 66 (100,0%) |
| Афроамериканци    | 0 (0,0%)    | 0 (0,0%)    |
| Азијати           | 0 (0,0%)    | 0 (0,0%)    |
| Хиспаноамериканци | 0 (0,0%)    | 0 (0,0%)    |
| Укупно            | 106         | 66          |